# Vashegyi Ernő
Vashegyi Ernő (Budapest, 1920. december 7. – Zürich, 2002. július 9.) magyar magántáncos, koreográfus, balettmester.

## Életpályája
1938–1939 között tánckari növendék volt. 1939–1945 között tánckari tag volt. 1945–1957 között a Magyar Állami Operaház magántáncosa volt. 1957-től Svájcban élt feleségével, magániskolát vezetett, s több egyesületnek is koreografált.
Rendkívüli szuggesztivitású előadó volt, aki különösen a drámai karakterek megformálásában ért el sikereket. Koreográfusként neoklasszikus, rövidebb műveket komponált, az 1950-es évek követelményeinek megfelelő nemzeti táncjátékokat.

## Magánélete
Felesége, Pásztor Vera (1924–2003) balettművész volt.

## Szerepei
| - Rajter Lajos: Pozsonyi majális – Inas - Takács Jenő: Nílusi legenda – Papok tánca - Verdi: Traviata – Spanyol tánc - Debussy: A játékdoboz – Pásztor - Rossini: Tell Vilmos – A táncokat előadja (I. felvonás) - Schumann: Álomjáték – Harlequin - Bayer: A babatündér – Kínai baba; János vitéz - de Falla: A háromszögletű kalap – A táncokat előadják - Bizeet: Carmen – Torreádor tánc; Duett és Finálé; Spanyol táncok - Laurisin Miklós: Debreceni história – Béla, tógás diák; Németh tanár úr; Második legény - Strauss: A denevér – Mesék a bécsi erdőből – szóló; Kék Duna keringő - Delibes: Sylvia – Egy faun; Satyr - Strauss: Császárkeringő – Táncolják - Unger Ernő: Petőfi – Magyar tánc - Strauss: József legendája – Ökölvívók - Gounod: Faust – Keringő (I. felvonás); Belzebub (III. tétel) - Borogyin: Polovec táncok/Igor herceg – Polovec harcosok - Ravel: Bolero – Táncolják - Csajkovszkij: Rómeó és Júlia – Tybald, Capuletné öccse - Milhaud: Francia saláta – Tartaglia - Radnai Miklós: Az infánsnő születésnapja – Az afrikai bűvész - Bartók Béla: A csodálatos mandarin – Mandarin; A három csavargó | - de Falla: Szerelmi varázs – Carmelo, fiatal cigány - Liszt Ferenc: Pesti szilveszter – Öreg gavallér - Delibes: Coppélia – Magyar-tánc; Ferenc, Swanilda vőlegénye - Goldmark Károly: Sakuntala – Matavia, Dusanta kísérője; Dusanta, ifjú herceg - Verdi: Aida – Szólót táncol - Wagner: Tannhäuser – Bacchanália (I. felvonás) - Gershwin: Amerikai rapszódia – A néger - Goldmark Károly: Sába királynője – Szólót táncol (III. felvonás) - Stravinsky: Petruska – Mór - Rimszkij-Korszakov: Seherezádé – Az ifjú - Jemnitz Sándor: Divertimento – III. Capriccio - Strauss: Térzene – A katonakarmester - Debussy: Egy faun délutánja – Faun - Stravinsky: Kártyajáték – Treff fiú - Muszorgszkij: A szorocsinci vásár – Gopak - Csajkovszkij: A diótörő – Egérkirály - Aszafjev: Párizs lángjai – Márki/Marquis - Csajkovszkij: A hattyúk tava – A varázsló - Aszafjev: A bahcsiszeráji szökőkút – Girej - Kenessey Jenő: Bihari nótája – Baltaváry István, fiatal nemes |

## Koreográfiái
- Orfeusz és Eurüdike (1949)
- Egy amerikai Párizsban (1949)
- Csínom Palkó (1951)
- A fából faragott királyfi (1952)
- Bihari nótája (1954)
- Tannhäuser (1955)
- A csodálatos mandarin (1958, 1960)
- Coppélia (1972)

## Filmjei
- Hazugság nélkül (1946)
- Pixi és Mixi a cirkuszban (1954)
- Pázmán lovag (1957)